# مقاطعة ويلسون (تكساس)
مقاطعة ويلسون (بالإنجليزية: Wilson  County)‏ هي إحدى المقاطعات في ولاية تكساس، الولايات المتحدة الأمريكية.